# Ivan Šunjić
Ivan Šunjić (Zenica, Bosnia, 9 de octubre de 1996) es un futbolista bosnio nacionalizado croata. Juega de centrocampista y su equipo es el Pafos F. C. de la Primera División de Chipre.

## Selección nacional
| Selección                         | Año   | Partidos | Goles |
| --------------------------------- | ----- | -------- | ----- |
| Selección sub-17                  | 2013  | 10       | 0     |
| Selección sub-19                  | 2015  | 5        | 1     |
| Selección de Croacia              | 2017  | 1        | 0     |
| Selección de Bosnia y Herzegovina | 2024- | 5        | 0     |

## Clubes
| Club                    | País       | Año       | Partidos | Goles |
| ----------------------- | ---------- | --------- | -------- | ----- |
| G. N. K. Dinamo Zagreb  | Croacia    | 2013-2016 | 2        | 0     |
| N. K. Lokomotiva Zagreb | Croacia    | 2016-2018 | 72       | 7     |
| G. N. K. Dinamo Zagreb  | Croacia    | 2018-2019 | 42       | 2     |
| Birmingham City F. C.   | Inglaterra | 2019-2022 | 133      | 6     |
| Hertha Berlín (cedido)  | Alemania   | 2022-2023 | 19       | 0     |
| Birmingham City F. C.   | Inglaterra | 2023-2024 | 40       | 1     |
| Pafos F. C.             | Chipre     | 2024-     | 52       | 4     |

## Palmarés

### Títulos nacionales
| Título                     | Club                      | País    | Año  |
| -------------------------- | ------------------------- | ------- | ---- |
| Prva HNL                   | G. N. K. Dinamo de Zagreb | Croacia | 2014 |
| Prva HNL                   | G. N. K. Dinamo de Zagreb | Croacia | 2019 |
| Supercopa de Croacia       | G. N. K. Dinamo de Zagreb | Croacia | 2019 |
| Primera División de Chipre | Pafos F. C.               | Chipre  | 2025 |